# Kylltalradweg
De Kylltalradweg (Kylldalfietsroute) is een lange afstandsfietsroute in Rijnland-Palts in Duitsland. De route volgt de loop van de Kyll vanaf Hallschlag aan de Kronenburger See tot de monding in de Moezel bij Ehrang. Het traject is bewegwijzerd in twee richtingen. 

## Traject
De route volgt de loop van de Kyll en start ongeveer 12 km vanaf de bron die ligt op de grens met België. De route gaat dwars door de Vulkaaneifel en komt door plaatsen als Gerolstein en Kyllburg. In Ehrang is de monding van de Kyll in de Moezel. Hier kan worden aangesloten op de Moselradweg. 
In Stadtkyll kan worden aangesloten op de Prümtal-Radweg welke hier start. In Hillesheim sluit de Kalkeifel-Radweg aan. 

## Aansluitingen met andere routes
- Bij Hallschlag in Frauenkron kan worden aangesloten op de RV4b.
- In Stadtkyll kan worden aangesloten op de Prümtal-Radweg.
- In Hillesheim kan worden aangesloten op de Kalkeifel-Radweg.
- In Ehrang kan worden aangesloten op de Moselradweg.